# Szenografie
Szenografie kann konkret als Weiterentwicklung des klassischen Bühnenbilds verstanden werden. Abstrakt kann sie als die Lehre bzw. Kunst der Inszenierung im Raum verstanden werden. Im über den Theaterbereich hinaus erweiterten Sinne kann sie zudem die Gestaltung von Film und Ausstellungen beinhalten.
Der deutsche Berufsverband ist der Szenografie-Bund.
Zumeist werden anwendungs- und projektspezifisch Räume inszeniert. Diese Räume können sowohl real als auch virtuell erfahrbar sein. Performances und Installationen sind wesentliche Bestandteile szenografischer Arbeiten, die sich auch im Bereich der freien Kunst wiederfinden.

## Berufsbild
Ein Szenograf inszeniert Räume. Um eine gelungene Inszenierung zu gestalten, gibt es verschiedenste gestalterische Instrumente, die man bedienen kann. Neben dem visuellen Reizeindruck beeinflussen Akustik, thermisches und haptisches Empfinden, ebenso wie die Proportionen und Dimensionen den Gesamteindruck eines Raumes. Hervorheben kann der Szenograf dies zum Beispiel durch Lichtgestaltung, auditive Eindrücke oder durch taktile Elemente. In manchen Inszenierungen wird sogar die olfaktorische Wahrnehmung genutzt. Damit ein abgerundetes Konzept entsteht, bezieht der Szenograf in seine Gestaltung Typografien, Farben und Materialien ein. Immer mit dem Blick auf ein Leitsystem durch den inszenierten Raum.

## Ausbildung
Der Szenograf arbeitet mit den Techniken von Architektur, Grafik, Design und Marketing unter anderem in den Bereichen Film, Theater, Performance, Ausstellung, Messe (Wirtschaft). So vielseitig wie das Berufsfeld so vielseitig ist der Weg in diesen Beruf. Neben spezialisierten Ausbildungen zu Architekten, Designern, Kuratoren werden mittlerweile spezielle Studiengänge angeboten, die mit verschiedenen Schwerpunkten einen Abschluss als Szenograf ermöglichen. Die Filmuniversität Babelsberg Konrad Wolf bietet einen Bachelor und einen Master in Szenografie, mit dem Schwerpunkt Production Design und VFX an. An der Fachhochschule Dortmund – Fachbereich Design kann man einen Masterabschluss in Szenografie und Kommunikation erlangen und die Staatliche Hochschule für Gestaltung Karlsruhe bietet einen Diplom-Studiengang.
| Studiengang                                      | Hochschule                                         | Abschluss        |
| ------------------------------------------------ | -------------------------------------------------- | ---------------- |
| Ausstellungsdesign und Szenografie               | Staatliche Hochschule für Gestaltung Karlsruhe     | Diplom           |
| Bühnenbild                                       | Universität der Künste Berlin                      | Bachelor of Arts |
| Bühnenbild – Szenischer Raum                     | TU Berlin                                          | Master of Arts   |
| Bühnen- und Kostümbild                           | Hochschule für Bildende Künste Dresden             | Diplom           |
| Bühnen- und Kostümbild                           | Akademie der Bildenden Künste München              | Diplom           |
| Bühnen- und Kostümbild, Darstellende Kunst       | Staatliche Akademie der Bildenden Künste Stuttgart | Diplom           |
| Exhibition Design                                | Hochschule Düsseldorf                              | Master of Arts   |
| Objekt- und Raumdesign                           | Fachhochschule Dortmund                            | Bachelor of Arts |
| Raum- und Eventdesign                            | Technische Hochschule Nürnberg Georg Simon Ohm     | Bachelor of Arts |
| Spatial Strategies                               | Muthesius Kunsthochschule Kiel                     | Master of Arts   |
| Szenenbild                                       | Filmakademie Baden-Württemberg                     | Diplom           |
| Szenenbild                                       | Internationale Filmschule Köln                     | Bachelor of Arts |
| Szenografie                                      | Filmuniversität Babelsberg Konrad Wolf             | Bachelor of Arts |
| Szenografie/Interior Design                      | Muthesius Kunsthochschule Kiel                     | Bachelor of Arts |
| Szenografie und Kommunikation                    | Fachhochschule Dortmund                            | Master of Arts   |
| Szenografie – Kostüm – Experimentelle Gestaltung | Hochschule Hannover                                | Bachelor of Arts |
| Szenografie, Production Design und VFX           | Filmuniversität Babelsberg Konrad Wolf             | Master of Arts   |

Grundsätzlich wird in diesen Studiengängen bildnerische, dramaturgische, organisatorische, ökonomische und technische Fähigkeiten in einem realen oder virtuellen Raum vermittelt. Dabei müssen architektonische, künstlerische und kuratorische Aspekte berücksichtigt werden. Als Szenograf inszeniert man Räume, die Besucher mit ihrer Narration durch diese Räume führen.